# 美原镇
美原镇，是中华人民共和国陕西省渭南市富平县下辖的一个乡镇级行政单位。

## 行政区划
美原镇下辖以下地区：
美原村、党里村、三联村、晨光村、联友村、吴村、八联村、赵村、三星村、城西村、仁合村、雷北村、团结村、盘龙村、涧北村、鸿雁村、利惠村、杨尧村、金粟村和小峪村。